# Juffair
Juffair (en árabe: الجفير al-Ŷufair) es un barrio de los suburbios de Manama, Baréin. Originalmente era un pueblo separado habitado por musulmanes chiitas pero fue absorbido por la expansión suburbana de Manama. Incluye también una gran parte de terrenos ganados al mar.
Alberga muchos hoteles, restaurantes, pisos y villas. De hecho, Juffair está construido en un esquema masivo de recuperación de tierras al mar que ha extendido la costa de Baréin dos kilómetros hacia el este.
El área es un sitio de construcción frenética, con nuevos edificios de apartamentos y hoteles construidos cada año. La mayoría de los que viven en la zona son extranjeros o jóvenes bahreiníes establecidos. Es también el sitio de la mezquita más grande de Baréin, la Gran mezquita de Al Fateh, que alberga la Biblioteca Nacional.
Una instalación naval británica conocida como HMS Juffair se estableció cerca del antiguo pueblo de Juffair el 13 de abril de 1935 en la zona en la que ASU-SWA se encuentra en la actualidad. En 1950, la Marina de los Estados Unidos alquiló espacio de oficinas a bordo del HMS Juffair británico. En 1971, después de la expiración del contrato, los británicos dejaron Baréin, la concesión de independencia total de la isla. Los Estados Unidos, a través de un acuerdo con el gobierno de Baréin, se hizo cargo de parte de la HMS Juffair, renombrándola Unidad de Apoyo Administrativo Baréin, posteriormente Actividad de Apoyo Naval Bahrain.

## Instituciones
Las oficinas del Ministerio de Asuntos Islámicos, la Organización Informática Central, la Sociedad de Ingenieros de Baréin, y el diario «Bahrain Tribune» están ubicados en Juffair. La Escuela de Baréin y la Escuela de Conocimientos Modernos están también situados en Juffair.
El Centro de Apoyo Naval estadounidense se encuentra en Juffair. 
- Datos: Q6304734